# Трёхчастный мост
Трёхчастный мост — мост оригинальной конструкции через ныне частично засыпанный Воскресенский канал в Санкт-Петербурге, соединял Михайловский замок с горнверком  и с Замковой улицей, где был установлен памятник Петру I.

## История
Мост был сооружён в 1797—1800 инженером П. П. Сакеном по проекту архитектора В. Бренны в ходе строительства Михайловского замка. В плане представляет собой трезубец (отсюда название) с одним устоем у южных ворот замка и тремя — со стороны горнверка.
Между 1879 и 1882 годами мост был засыпан вместе с Воскресенским каналом. Конструкции моста не были демонтированы и сохранились в земле.
В ходе реставрации Михайловского замка, приуроченной к празднованию трёхсотлетия Санкт-Петербурга в 2003 году, специалистами фирмы «Профиль» был восстановлен участок Воскресенского канала, непосредственно примыкающий к южному фасаду замка. Трёхчастный мост был раскопан и также восстановлен.

## Конструкция
Мост имеет однопролётное арочное строение, сложен из гранита, подобно старейшим каменным мостам Санкт-Петербурга. Длина моста около 22 м, ширина в узкой части около 9,2 м, в широкой — около 30,5 м.
В ходе реставрации 2003 года арки центрального моста были заменены на железобетонные и заново облицованы гранитом. Были укреплены береговые устои, установлены новые ограждения в виде гранитных тумб с горизонтальными металлическими брусьями. В полотно центрального моста была вмонтирована трапециевидная гранитная плита с вензелем императора Павла I и надписью «Государственный Русский музей».